# Iuliu Winkler

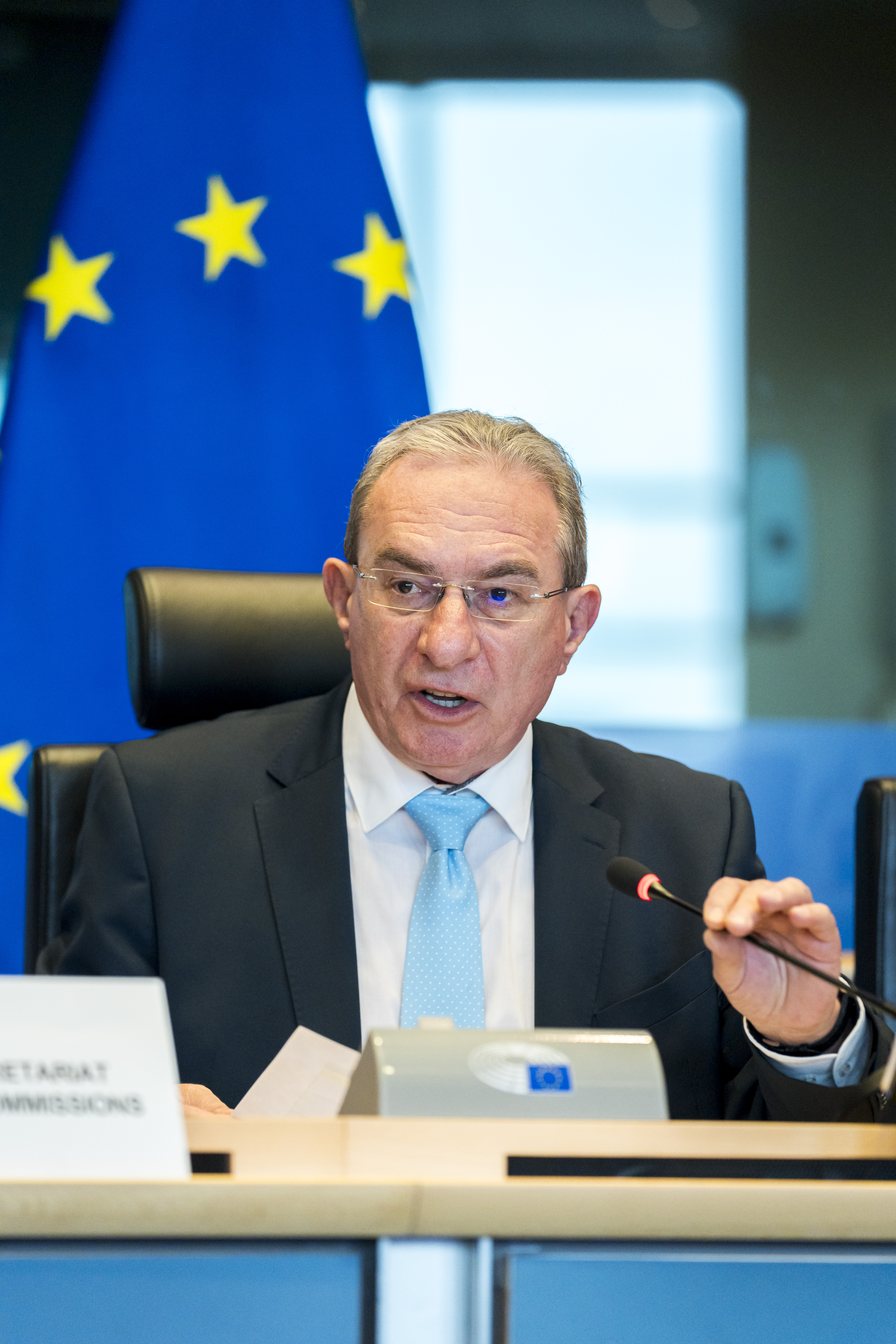
Iuliu Winkler (2024)

Iuliu Winkler, ungarisch: Gyula Winkler (* 14. März 1964 in Hunedoara) ist ein rumänischer Politiker der ungarischen Minderheit (UDMR).
Winkler arbeitete als Diplomingenieur für Elektronik und Telekommunikation am polytechnischen Institut Traian Vuia in Timișoara und der Fakultät für Elektrotechnik und Telekommunikation. Später arbeitete er für das US-amerikanische International Republican Institute im Büro Timişoara für das Programm für Bürgerinitiative und politische Initiative. Nach einem Weiterbildungsprogramm in Unternehmertum am Conservatoire des Arts et Metiers Belfort und einem postuniversitären Kurs für Management und Marketing in Internationalen Wirtschaftsbeziehungen an der Universität Deva besuchte er die Sommerschule und die Versammlung der Regionen Europas in Erfurt. sowie einen postuniversitären Kurs für regionales Marketing am Handelszentrum Szombathely in Ungarn und schloss sein Studium im Finanz- und Versicherungswesen an der Universität Petroșani ab und war Absolvent der Nationalen Verteidigungsakademie im Verteidigungsministerium.
Winkler koordinierte die Zweigstelle Hunedoara der IAMSAT. Er war Vertreter von Vorstands- und Verwaltungsgremien von Privatunternehmen des Kreises Hunedoara, Direktor für Entwicklung bei der Firma REMONTIN Construcții-Montaj und Vizepräsident des Interministeriellen Ausschusses für Finanzierungen, Garantien und Versicherungen bei der Eximbank Rumänien.
Winkler ist Mitglied des Rates der Unionsrepräsentanten der Demokratischen Union der Ungarn in Rumänien und Vorsitzender der UDMR-Kreisorganisation Hunedoara. Er gehörte von 1996 bis 1999 dem Rat des Kreises Hunedoara an und war dort danach Unterpräfekt. Von 2000 bis 2004 war er Mitglied der Rumänischen Abgeordnetenkammer. Danach war er beigeordneter Minister für Handel, Handels- und Wirtschaftsministerium, Staatssekretär für Handel im Ministerium für kleine und mittlere Unternehmen, Handel, Tourismus und freie Berufe sowie Minister für Kommunikation und Informationstechnologie. Seit dem 10. Dezember 2007 gehört er dem Europäischen Parlament an.
2008 erhielt Winkler das Komturkreuz des Verdienstordens der Republik Ungarn.